# Сад «Эрмитаж»
Сад «Эрмита́ж» («Новый Эрмитаж», «Щукинский») — центр летней гастрольной и эстрадной жизни Москвы, памятник садово-паркового искусства, один из первых московских увеселительных садов, популярное место культурного отдыха. Расположен в центре Москвы в Тверском районе на улице Каретный Ряд, 3.
Сад «Эрмитаж» занимает бо́льшую часть улицы Каретный Ряд (по нечётной стороне), от Успенского переулка. На его территории находятся Московский театр «Эрмитаж», Московский театр «Новая опера», Московский драматический театр «Сфера», летняя симфоническая эстрада.

## История
Основан в 1892 году по инициативе и на средства Якова Васильевича Щукина, известного московского театрального предпринимателя и мецената.
Открытие летнего сада «Новый Эрмитаж» состоялось 18 (30) июня 1894 года.
16 (28) декабря 1894 года в Каретном Ряду был открыт зимний театр «Новый Эрмитаж». К проектированию здания театра Я. В. Щукин привлёк известного архитектора В. П. Загорского, академика архитектуры, автора здания Московской консерватории. По его же проекту к зданию театра вскоре были пристроены одноэтажная галерея и крыльцо. Архитектору А. У. Белевичу была доверена планировка сада и проект двух открытых музыкальных эстрад и навесов для буфета.
В саду и здании театра было устроено собственное электрическое освещение. Для этой цели к открытию сада, Щукиным из за рубежа была доставлена частная стационарная дизельная электростанция (впервые в Москве), под неё в углу сада потребовалось возвести отдельную каменную постройку. Были заказаны и установлены декоративные фонари, в которых использовались яркие и надежные электродуговые лампы.
Программу летнего сада «Новый Эрмитаж» открывали струнные оркестры под управлением популярных дирижёров Р. Буллериана и И. А. Труффи, в праздничные дни на открытых эстрадах сада играло до 65 музыкантов.
26 мая (7 июня) 1896 года здесь состоялся первый в Москве общедоступный сеанс кинематографа братьев Люмьер.
18 (30) апреля 1898 года в помещении московского театра «Эрмитаж» состоялось учредительное собрание Литературно-художественного кружка.
14 (26) октября 1898 года в театре «Эрмитаж» премьерой спектакля «Царь Фёдор Иоаннович» был открыт Московский Художественно-общедоступный театр. На этой сцене прошли первые четыре сезона МХТ (1898—1902), здесь состоялись премьеры пьес А. П. Чехова «Чайка» и «Дядя Ваня».
На открытых площадках демонстрировали своё мастерство представители практически всех цирковых жанров. 29 июля (11 августа) 1903 года в московском саду «Эрмитаж» гастролирует известный иллюзионист Гарри Гудини, выступавший здесь с обширной программой своих трюков.
В 1904 году торжественно праздновалось 10-летие театра и сада «Эрмитаж». По случаю юбилея проходили гуляния, и публика буквально переполняла сад.
В 1907 году ряд каменных построек по заказу Щукина осуществил в саду архитектор Б. М. Нилус. К 1908 году Щукин расширяет сад, за счёт приобретения соседних участков, увеличивает входной павильон театра, строит декорационные мастерские. Начинает строительство большой сценической коробки для нового зимнего театра.
В 1909 году по проекту архитектора А. Н. Новикова было построено здание большого летнего театра, получившего вскоре название «Зеркальный».
Здесь ставились оперные спектакли труппы С. И. Мамонтова (в 1897 году «Фауст» с участием Ф. И. Шаляпина), в качестве дирижёра Русской частной оперы дебютировал С. В. Рахманинов. Проходили бенефисы Ф. И. Шаляпина, пели Л. В. Собинов, А. В. Нежданова, множество именитых исполнителей романсов, среди которых А. Д. Вяльцева, Н. В. Плевицкая, М. И. Вавич; неоднократно выступала балерина Анна Павлова. Здесь гастролировали Сара Бернар, Эрнесто Росси, М. Г. Савина, Г. Сальвини и многие другие зарубежные звезды сцены, эстрады и циркового искусства. В течение сезона 1913—1914 гг. здесь работал «Свободный театр».
Сад успешно работал под руководством Я. В. Щукина вплоть до 1917 года.
В 1918 году сад был национализирован, а вскоре вслед за этим он был передан в ведение Пролеткульта. В период НЭПа сценические площадки сада сдавались частным антрепренёрам.
В 1940-х годах старый зимний театр реконструировали по проекту архитекторов М. В. Посохина и А. А. Мндоянца — был снесён входной вестибюль, а взамен выстроена колоннада с открытым двориком.

## Театры и сценические площадки сада
- Театр «Эрмитаж» с 1987 года, ранее, с 1959 года здесь работал Московский театр миниатюр. Театральное здание — старейшее на территории сада, исторический памятник конца XIX века.
- Театр «Новая Опера» — открыт в 1997 году, в реконструированном здании «Зеркального» театра (МНИИП «Моспроект 4», архитекторы В. Котельников, А. Бакалягин, Е. Черничкина, И. Гелета, инженеры М. Лившин, И. Соколова, И. Муравьёва)
- Театр «Сфера» — открыт в 1981 году.
- Открытая эстрада сада «Эрмитаж»

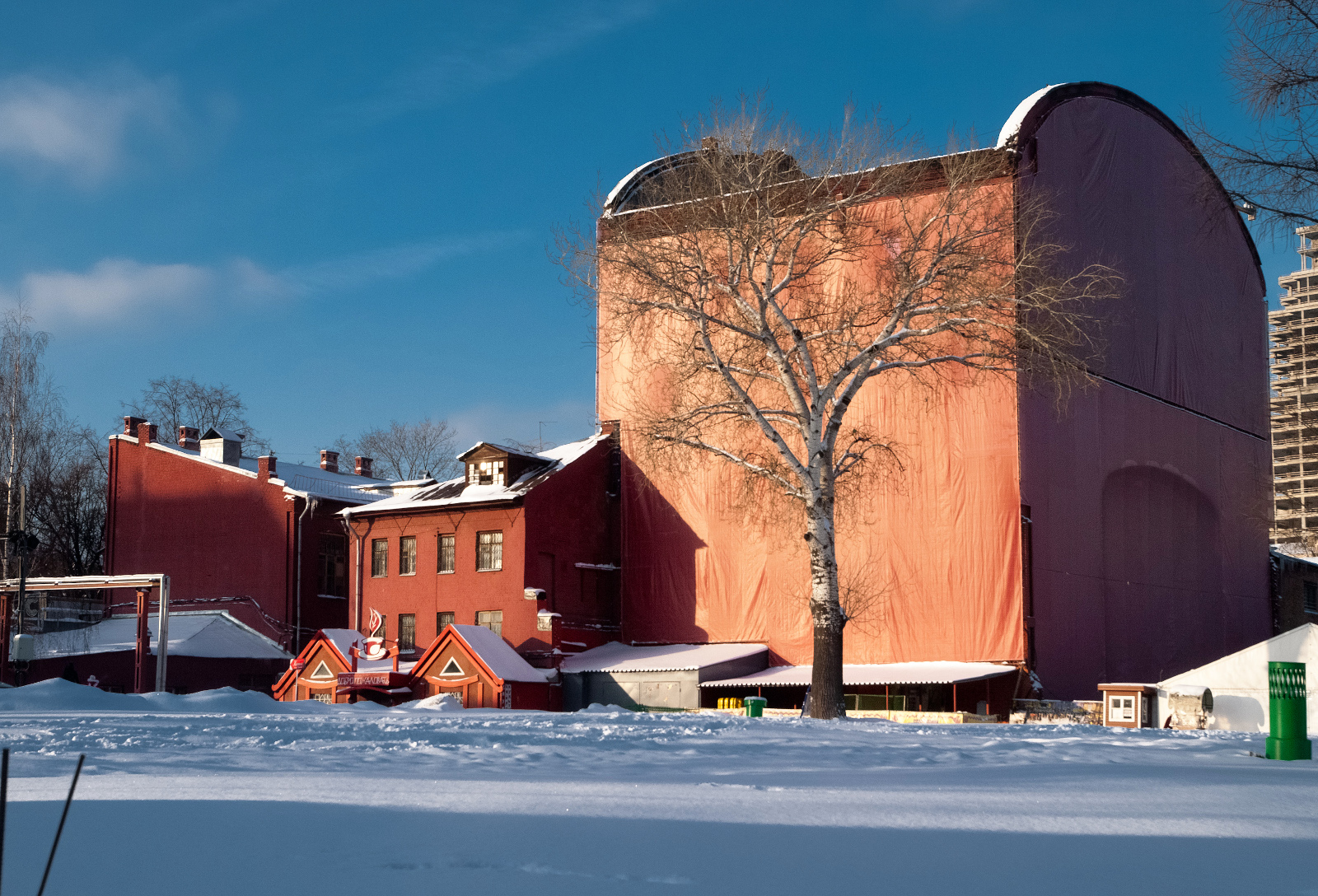
Щукинская сцена, 2010 год

- Щукинская сцена — с 1910 года, театральное здание, исторический памятник начала XX века. Является вертикальной доминантой в исторически сложившейся пространственной композиции сада «Эрмитаж». Первоначально построена в качестве сценической коробки будущего зимнего театра, строительство прервано из-за Первой мировой войны. В советские годы Щукинская сцена использовалась как склад декораций нескольких столичных театров[16]. В 2006 году здесь обосновался ночной клуб «Дягилев»[16]. В феврале 2008 года зданию был нанесён ущерб в результате пожара: крыша и внутренние перекрытия выгорели полностью, внешние несущие стены сохранились. Историческое здание, долгие годы пребывавшее в статусе выявленного объекта культурного наследия, в 2009 году лишилось этого статуса по распоряжению Правительства Москвы[16]. Долгое время исторический объект находился под угрозой сноса[17]. В ноябре 2022 года начался демонтаж. В итоге знаковое здание простоявшее более 110 лет было полностью снесено[18].

## Достопримечательности
- Фонари с вензелем «ЯЩ» (монограммой (составленной из инициалов основателя сада) — сохранившиеся аутентичные основания электрических фонарей, одни из старейших в Москве — являются достопримечательностью, придающей пространству особую узнаваемую атмосферу. Изготовлены в конце XIX века на московском заводе товарищества «В. Грачев и Кº»[19]. Изначально изящные фонари с высокими струнными колоннами были оснащены яркими угольными дуговыми лампами. В советское время на старинных цоколях установили новые светильники для стандартных ламп накаливания[8].

## Памятники
- Памятник-бюст Виктора Гюго (1920), скульптор Лоран Маркест, дар мэрии Парижа, установлен 15 мая 2000 года[20].
- Памятник-бюст Данте Алигьери, дар правительства Италии, установлен в 2000 году, скульптор Ринальдо Пирас.
- Памятник-бюст М. И. Глинки, расположен рядом с летней эстрадой.
- Памятник-бюст П. И. Чайковского, расположен рядом с летней эстрадой.
- «Памятник всем влюблённым» — представляет собой композицию из согнутых в форме сердца металлических труб, установлен в 2006 году.

Существуют планы по установке памятника основателю сада Якову Щукину.

## Руководители
- В 1930-х годах сад возглавлял архитектор Д. Д. Булгаков, и его авторству, вероятно, принадлежали часть фонарей, тумбы и другие малые формы сада.
- С 12 сентября 1972 по 1983 год директором сада был Заслуженный работник культуры РСФСР И. Э. Брагилевский[22].
- С 2001 по 2006 год директором сада был В. А. Абрамов, написавший посвящённое саду историческое эссе, книгу рассказов и сценарий для док. фильма «Ёлка Победы» (2005)[23][24][25].
- С 2013 года по настоящее время директором сада является А. В. Чибин[26].